# Stulecie upokorzeń
Stulecie upokorzeń (chiń. 百年國恥; pinyin Bǎinián guóchǐ) – zwyczajowa nazwa okresu w historii Chin, który rozpoczął się w 1839 wraz z I wojną opiumową, a zakończył w 1949 zwycięstwem Komunistycznej Partii Chin w chińskiej wojnie domowej. 
Były to czasy, kiedy Chiny (głównie pod rządami dynastii Qing) były podporządkowywane zachodnim mocarstwom i Japonii. Termin ten stał się powszechny w latach 30. i 40. XX wieku. W czasie stulecia upokorzeń zawarto wiele tzw. nierównoprawnych traktatów.

## Kalendarium wydarzeń stulecia upokorzeń
- 1839–1860: wojny opiumowe
- 1842: utrata Hongkongu na rzecz Imperium brytyjskiego[4], otwarcie niektórych portów dla państw europejskich
- 1851–1864: krwawe[5][6] powstanie tajpingów[4]
- 1884–1885: wojna chińsko-francuska, utrata Indochin na rzecz Francji
- 1894–1895: I wojna chińsko-japońska, utrata zwierzchnictwa nad Koreą, koniec systemu trybutarnego[3], przekazanie części chińskich terytoriów Japonii, początek podziału Chin na strefy wpływów mocarstw
- 1899–1901: powstanie bokserów[7]
- 1907–1908: szereg nieudanych powstań przeciwko dynastii Qing[8][9][10]
- 1911–1912: obalenie dynastii Qing, proklamowanie Republiki Chińskiej[3]
- 1915–1916: istnienie Cesarstwa Chińskiego rządzonego przez Yuana Shikaia, zakończone jego powrotem do roli prezydenta przez bunt jednej z południowych prowincji[11][12]
- 1916–1928: tzw. era militarystów[13]
- 1927: początek chińskiej wojny domowej
- 1931: incydent mukdeński[14][15][16][17][18]
- 1937: początek II wojny chińsko-japońskiej, przerwa w wojnie domowej
- 1946: wznowienie wojny domowej
- 1949: zwycięstwo komunistów w wojnie domowej, proklamowanie Chińskiej Republiki Ludowej, koniec stulecia upokorzeń.